# Rossini! Rossini!
Rossini! Rossini! è un film del 1991 diretto e scritto da Mario Monicelli, incentrato sulla vita del compositore e operista Gioacchino Rossini e con Sergio Castellitto e Philippe Noiret come protagonisti. Castellitto interpreta Rossini da giovane e l'attore francese interpreta invece il compositore nei suoi ultimi anni di vita, fino alla morte.
Il film è pieno anche dei camei del cantautore Giorgio Gaber, per cui ha ricevuto una nomination ai David di Donatello nel 1992, e di Vittorio Gassman, nel ruolo del compositore tedesco Ludwig van Beethoven.

## Trama
Parigi, intorno al 1868. Gioachino Rossini, celebre compositore italiano già da tempo residente in Francia, ricorda la sua vita e i suoi amori insieme alla moglie e ad alcuni amici, tra i quali Costantino Nigra e il conte de La Rochefoucauld. Da quando ancora bambino nella natia Pesaro, cantava con la madre in teatro all'esordio a Venezia come operista, dove incontra il contralto Marietta Marcolini che gli sarà a fianco nelle prime lotte (tanto da fargli evitare la campagna di Russia del 1812 entrando nelle grazie di Napoleone II), e che gli ispirerà il suo celebre stile.
Nel 1812, in occasione di una tournée alla Scala, incontra il celebre soprano Isabella Colbran, e poi l'impresario Domenico Barbaja, che lo convincono a seguirlo a Napoli e a lavorare per il San Carlo. Lasciata la Marcolini, Rossini a Napoli mieterà successi, ma anche feroci critiche (soprattutto a causa della rappresentazione, a Roma e non al sud, del celeberrimo Il barbiere di Siviglia, abilmente "boicottata" dallo stesso Barbaja). Tra il pesarese e la Colbran, già amante di Barbaja, scoppia ben presto una travolgente passione, che porterà i due a sposarsi durante un viaggio della compagnia a Vienna, scatenando così le ire dell'impresario.
Ben presto, però, Rossini cambia aria e si trasferisce a Parigi dove, tra grandi fatiche, scrive l'ultima sua opera importante, il Guglielmo Tell, prima di ritirarsi per stanchezza. Poco tempo dopo si separerà anche da Isabella e, dopo un ultimo incontro con Barbaja che lo convince a scrivere lo Stabat Mater, Rossini incontra la sua seconda moglie, Olympe Pélissier, che gli sarà vicino negli ultimi anni.

## Riconoscimenti
- David di Donatello 1992: 
  - Miglior costumista
  - Candidatura per il Miglior attore non protagonista: Giorgio Gaber
- Ciak d'oro 1992:
  - Migliori costumi a Lina Nerli Taviani[1]

## Produzione
Il ruolo dell'impresario Barbaja, prima che a Gaber, era stato proposto a Paolo Villaggio e Marcello Mastroianni.
Alcune scene del film furono girate presso la Corte di Pantaro di Sopra nel comune di Gattatico, altre invece furono girate nella provincia di Pesaro e Urbino, tra i comuni di Urbino (Parco della Resistenza), Sant'Angelo in Vado (piazza Pio XII), Cagli (Teatro comunale), Piobbico e Pesaro.
È l'ultima apparizione cinematografica di Galeazzo Benti, qui nel ruolo di La Rochefoucauld